# Friendly Fire (píseň, Linkin Park)
„Friendly Fire“ je píseň americké rockové skupiny Linkin Park. Nahrána byla během práce na jejich sedmém studiovém albu One More Light (2017). Oficiálně byla vydána 23. února 2024 jako hlavní singl z alba největších hitů Papercuts (Singles Collection 2000-2023). Obsahuje zpěv Chestera Benningtona nahraný před jeho smrtí v roce 2017. Na samotném albu se objevuje jako dvacátá a poslední skladba.

## Pozadí písně
V červnu roku 2020 Mike Shinoda prozradil, že existují dosud nevydané písně se zpěvem Chestera Benningtona. Na písni se pracovalo v dubnu roku 2016, ale do alba se nikdy nedostala. Její dokončení bylo hotové v prosinci 2023. Napsali ji Brad Delson, Mike Shinoda a Jon Green. Píseň byla oficiálně vydaná 23. února 2024.

## Videoklip
Videoklip k písni byl vydán současně s písní samotnou. Skládá se ze záběrů kapely během nahrávání One More Light, zejména Benningtona zpívajícího své části písni, záběrů ze zákulisí a také z živých vystoupení z One More Light tour.

## Seznam skladeb
| Digitální stažení, CD | Digitální stažení, CD | Digitální stažení, CD |
| Pořadí                | Název                 | Délka                 |
| --------------------- | --------------------- | --------------------- |
| 1.                    | "Friendly Fire"       | 2:56                  |

## Obsazení

### Linkin Park
- Chester Bennington – zpěv
- Rob Bourdon – bicí
- Brad Delson – kytara
- Dave Farrell – basová kytara
- Joe Hahn – DJ
- Mike Shinoda – zpěv, klávesy, programování

### Ostatní hudebníci
- Jon Green – kytary